# لاکرسنتا-مونتروز (کالیفرنیا)
لاکرسنتا-مونتروز (به انگلیسی: La Crescenta-Montrose) یک منطقهٔ مسکونی در ایالات متحده آمریکا است که در شهرستان لس‌آنجلس، کالیفرنیا واقع شده‌است. لاکرسنتا-مونتروز ۸٫۹۰۲ کیلومتر مربع مساحت و ۱۹٬۶۵۳ نفر جمعیت دارد و ۴۶۹٫۳۹۲ متر بالاتر از سطح دریا واقع شده‌است.